# Сефевіди
Сефевіди (перс. صفویان; осман.: Devlet-i Safeviyye; دولت صفوی; курд. سەفەوییەکان,Sefewî) — іранська шахська династія, що правила з початку XIV століття районом Ардебілю (Південний Азербайджан), що входила до складу держави Ак-Коюнлу, а з 1502 по 1722 роки всім Іраном.

## Історія
Засновником династії був Ісмаїл I (1501-1524), нащадок засновника суфійського ордену Сефевіє, родом з Ардебілю в Південному Азербайджані. Після перемоги над Алвендом, правителем держави Ак-Коюнлу під Шаруром (в Нахічевані) Ісмаїл переможно вступив до Тебріза, де в червні 1501 року проголосив себе шахом Персії. Ісмаїл далі підпорядкував собі весь Іран, а в травні 1502 року коронував себе шахом Ірану. Столицею сефевідської держави стало місто Тебріз. Згодом столиця була перенесена до Казвіна, а звідти — до Ісфахана, на початку правління Сефевидів в Ірані вони опиралися на тюркські племена кизилбашів і затвердили тюркську мову як мову двору та армії, тоді як перська мова була мовою цивільної адміністрації; перською ж писалися написи на монетах.
З початком XVII, з переносом столиці в Ісфахан, в державі Сефевидів виникає посилення іранського впливу, перська мова витісняє тюркську в офіційних сферах, однак при Сефевідському дворі продовжували розмовляти майже виключно тюркською. Так, за повідомленням Адама Олеарія, що відвідав Персію під час правління шаха Сефі I, при дворі Сефевідів розмовляли тюркською мовою, а перську мову можна було почути вкрай рідко, тому більшість персів вчили на доповнення до своєї мови й тюркську. Сефевіди називали себе сасанідським титулом «шаханшах» (цар царів), яке лестило національному самолюбству. На перший план вони висунули, однак, не національний принцип, а шиїзм, оголосивши його державною релігією.